# Leonardo Rojano
Leonardo Rojano (Calamar, Bolívar, Colombia; 2 de enero de 1981) es un exfutbolista colombiano. Jugaba de mediocampista y su último equipo fue Uniautónoma de Colombia.

## Clubes
| Club             | País      | Año       |
| ---------------- | --------- | --------- |
| Junior           | Colombia  | 1998-2003 |
| Millonarios      | Colombia  | 2003      |
| Junior           | Colombia  | 2004-2005 |
| Real Cartagena   | Colombia  | 2005      |
| Junior           | Colombia  | 2006      |
| Atlético Huila   | Colombia  | 2007      |
| Maracaibo        | Venezuela | 2007      |
| Deportes Quindío | Colombia  | 2008      |
| Cúcuta Deportivo | Colombia  | 2009      |
| Uniautónoma      | Colombia  | 2011      |

## Palmarés

### Torneos nacionales
| Título              | Club   | País     | Año  |
| ------------------- | ------ | -------- | ---- |
| Torneo Finalización | Junior | Colombia | 2004 |